# Le Jouet
Le Jouet är en fransk komedifilm från 1976 i regi av Francis Veber och i huvudrollen Pierre Richard och Michel Bouquet. Det är den första filmen regisserad av Francis Veber, som tidigare arbetat som manusförfattare i andra filmer.

## Rollista
- Pierre Richard ... François Perrin
- Michel Bouquet ... Pierre Rambal-Cochet
- Fabrice Greco ... Éric Rambal-Cochet
- Jacques François ... Monsieur de Blénac
- Charles Gérard ... fotografen
- Gérard Jugnot ... Pignier
- Suzy Dyson ... Christine Rambal-Cochet
- Michel Aumont ... Georges Pouzier
- Michel Robin ... butlern
- Michèle Sand ... Nicole Perrin
- Alix Mahieux ... guvernanten
- Lyne Chardonnet ... Mademoiselle Blond
- Daniel Ceccaldi : husägaren
- Michel Ruhl ... bankiren
- Eva Darlan ... pressattaché
- Yves Barsacq .. Monsieur Robert
- Roger Riffard ... Paul

## Nomineringar
- Césarpriset 1977 : Bästa originalmanus eller anpassning för Francis Veber